# Rendez-vous interdits
Rendez-vous interdits (Wandering Eye) est un téléfilm canadien réalisé par François Dompierre, diffusé en 2011.

## Synopsis
Après avoir essayé de tromper son mari, une femme apprend, par la police, qu'elle risque d'être pourchassée par un tueur en série qui cible délibérément les hommes et femmes volages.

## Fiche technique
- Titre original : Wandering Eye
- Réalisation : François Dompierre
- Scénario : J.B. White
- Photographie : Daniel Villeneuve
- Musique : Marc Ouellette et Claude Castonguay
- Pays : Canada
- Durée : 86 min

## Distribution
- Amanda Righetti : Marlène Abbott / Alison Rogers
- Krista Bridges (V. F. : Marie-Laure Dougnac) : Jacqueline Fitzpatrick
- Andrew Shaver (V. F. : Franck Capillery) : Kyle Solomon
- Allen Altman (V. F. : Constantin Pappas) : Will Atherton
- Amy Sobol (V. F. : Laëtitia Lefebvre) : Zoey
- Tim Post (V. F. : Thierry Buisson) : Michael Federman
- Donna Seidman (V. F. : Eve Lorach) : Brenda
- Maxime Morin : Anne Federman
- Mark Lambert : Michael
- Frank Chiesurin (V. F. : Arnaud Arbessier) : Lucas Manning
- Malcolm Travis (V. F. : Laurent Mantel) : Connor Abbott
- Noam Jenkins (V. F. : Philippe Bozo) : Graham Ball

Sources et légende : Version française selon le carton de doublage français.